# Kirchenprovinz Juba
Die römisch-katholische Kirchenprovinz Juba oder Dschuba (benannt nach der Stadt Juba) umfasst das Gebiet des Südsudan.

## Gliederung

Kirchenprovinz Juba: Wau (3), Rumbek (4), Malakal (5), Tambura-Yambio (6), Yei (7), Juba (8), Torit (9)

Die Kirchenprovinz umfasst neben dem Erzbistum Juba die Suffraganbistümer Bentiu, Malakal, Rumbek, Tambura-Yambio, Torit, Wau und Yei.
Die auffallend stärkere Gliederung der Kirchenprovinz Juba im Vergleich zum Nordsudan (Kirchenprovinz Khartum mit nur zwei Bistümern) ist durch die relativ hohe Anzahl von Katholiken begründet.